# Frank Anderson
Frank Ross Anderson foi um jogador de xadrez do Canadá, com três participações nas Olimpíadas de xadrez. Anderson participou das edições de 1954, 1958 e 1964 tendo conquistado a medalha de ouro individual no segundo tabuleiro em 1954 e 1958.